# Hemikyptha crux
Hemikyptha crux är en insektsart som beskrevs av Carl von Linné. Hemikyptha crux ingår i släktet Hemikyptha och familjen hornstritar. Inga underarter finns listade i Catalogue of Life.